# 爽香
爽香（さやか、1994年11月25日 - ）は、日本のグラビアアイドル。ジャスティスジャパンエンターテイメント（JJE）、R・I・Pを経てフリーランス。東京都出身。旧芸名は藤堂さやか（とうどう さやか）。

## 経歴
2018年、「藤堂さやか」の芸名でJJEに所属し、サンケイスポーツ主催のアイドルオーディション「サンスポGoGoクイーン」にてファイナリスト25人のうち1人として選出されたほか、同年9月21日発売のDVD『ミルキー・グラマー』（竹書房）でグラビアデビューを果たした。また、それと前後して講談社主催の「NEXT FRIDAY GIRL」にて第2回グランプリを獲得し、10月25日には初のデジタル写真集『ムチエロFカップBODY』（同社）が発売された。
2019年8月21日、初の写真集『裸色』（双葉社）が発売された。内容はタイトル通りに肌の露出が多く、ロケ地の宮古島にてセミヌードにも挑戦したため、友人からは「ここまでやったのか!?」と言われたという。一方、JJEの舞台作品にも参加し、『出雲の涙』（脚色・演出：安藤亮司）では猿千代役を演じた。
2020年1月8日、所属事務所をR・I・Pへ移籍することや、芸名を「爽香」に改名することを、自身のTwitterにて発表した。それに先駆け、同年1月5日には同事務所の新年撮影会に登壇している。
2022年1月9日、R・I・Pの新年撮影会に登壇し、「『グラビア界ナンバーワン野球好き女子』を目指す」との抱負を発表した。
2022年10月12日、同じくR・I・P所属の竹川由華、堀江りほ、乙陽葵、ダリちゅーると共に表紙を飾る『グラビアプレス Vol.4』（秀麗出版）の先行発売記念イベントに登壇した。
2023年7月11日、堀江りほや乙陽葵と共にセガの配信メダルゲーム『バベルのメダルタワーW!』のテレビCM発表会に登壇した。なお、テレビ番組への出演については「藤堂さやか」名義当時に『ジョブチューン アノ職業のヒミツぶっちゃけます!』 (TBS) で経験済みであるが、テレビCMへの出演については堀江や乙と同じく今回が初である。
2023年10月3日、ファンクラブ「#爽活」を開設した。
2024年3月17日、東京ビッグサイトにて開催されたイベント「ユニバーサルカーニバル×サミーフェスティバル 2024」に同じくR・I・P所属の潮崎まりん・中野愛音・美羽フローラ・下村明香・水沢まい・湊みそら・木南美々・樹智子・福永まや・新堂りか・井東なの・比留川マイと共に登壇した。
2025年4月をもってR・I・Pを退所し、それ以降はフリーランスで活動中。

## 人物
2021年時点での特技は野球モノマネ、バスケットボール。趣味は野球観戦。読売ジャイアンツのファンであることから、「GカップのG党」と称される。スケジュールが1時間でも空いていたら、球場に行きたいという。2022年現在では事務所でやっている番組との関係から競輪を勉強中であるほか、パチンコや競馬なども嗜んでいる。また、野球モノマネや野球観戦にもさらに力を入れている。
撮影会に向けてのダイエットは短期集中型であり、普段は何も気にせずガツガツ食べているが、1週間ぐらい前から食事に気を使ったり（3日前からはスープだけ）、運動をしたりするようにしているなど、ストレスフリーの生活を送っているという。
2020年時点での憧れのグラビアアイドルとして、菜乃花や葉月あやを挙げている。また、R・I・Pへの移籍以降はセールスポイントとして、「高身長グラマラスボディー」を挙げている。

## 作品

### イメージDVD
※太字タイトルはBD版同時発売。
藤堂さやか 名義
- ミルキー・グラマー（2018年9月21日、竹書房）[31][12]
- グラマラス革命（2018年12月20日、イーネット・フロンティア）[32][33]
- Cover Girl（2019年3月29日、エスデジタル）[34][35]
- Dynamite Lady（2019年6月25日、ラインコミュニケーションズ）[36]
- NAKED COLOR（2019年9月17日、双葉社）[37]

爽香 名義
- re:Boin（2020年4月20日、ラインコミュニケーションズ）[38][39]
- 神ボディ（2020年9月25日、竹書房）[40][41]
- BOIN×BOIN（2021年2月20日、ラインコミュニケーションズ）[42][43]
- 爽香の色香（2021年5月28日、スパイスビジュアル）[44]
- 肉感的濃艶BODY（2021年9月28日、エアーコントロール）[45]
- びしょ濡れ恵体ガール（2022年5月24日、エアーコントロール）[46][47]
- 雨色の情事（2022年11月30日、スパイスビジュアル）[48]
- 彼女の汗の匂い（2023年5月23日、エアーコントロール）[49]
- おっきなおねえさん（2023年11月24日、竹書房）[50][4]
- ピンクなお仕事（2024年5月28日、エアーコントロール）[51][52]
- デカ女なキミと恋したい（2024年9月20日、ラインコミュニケーションズ）[53]
- 密着爽香（2024年12月20日、竹書房）[54]
- 晴れのち爽香（2025年3月26日、スパイスビジュアル）[55]

### VR
爽香 名義
- 水を弾く爽香の健やかな素肌と密接できるのはボクだけ、そういう世界。（2020年6月12日、ファンタスティカ）[56]
- 爽香と結婚して一生その身体を離さないって決めた、そんな世界。（2020年6月19日、ファンタスティカ）[56]

### 動画配信
爽香 名義
- I-ONE NEXT 爽香（2020年11月8日、I-ONE NEXT）[57]

### 写真集
藤堂さやか 名義
- ムチエロFカップBODY（2018年10月25日、講談社、撮影：田中亘）[注 4]
- 裸色（2019年8月21日、双葉社、撮影：十条アラタ） ISBN 978-4-57-531486-1[15]
- 卒業メモリアル（2020年4月18日、アイロゴス）[注 5]
- SEXY爆乳BUNNY（2020年6月23日、アイロゴス）[注 5]
- 柔らか巨乳のOLさん（2020年6月23日、アイロゴス）[注 5]

爽香 名義
- こんな奥さんでも、好きでいてくれますか？（2020年10月1日、サークルチェンジ）[注 5]
- 爽香先生と教室で（2020年10月1日、サークルチェンジ）[注 5]
- 爽香さんの看護師事情（2020年11月1日、サークルチェンジ）[注 5]
- どうしても目が合っちゃうね…（2020年11月1日、サークルチェンジ）[注 5]
- 競泳水着の爽香さん（2020年12月1日、サークルチェンジ）[注 5]
- 先輩は甘え上手（2021年10月1日、サークルチェンジ）[注 5]
- 危ない恋（2021年11月1日、サークルチェンジ）[注 5]
- ウワサの爽香先生（2021年12月1日、サークルチェンジ）[注 5]
- 競泳水着の爽香さん､再び…（2022年1月1日、サークルチェンジ）[注 5]
- 初めての放課後（2022年2月1日、サークルチェンジ）[注 5]

## 出演

### 舞台
藤堂さやか 名義
- 出雲の涙（2019年3月21日 - 3月24日 中目黒キンケロ・シアター） - 猿千代 役[16][17]

爽香 名義
- Ambitious Girls（2020年4月8日 - 4月12日、BOX in BOX THEATER ※無期限の公演延期後、DVDで発売[注 6]） - MOBY DICKのメンバー 役[60]
- まいっちんぐマチコ先生 〜故郷の二大スケベ祭り！マチコの故郷帰りの巻〜（2021年2月20日・2月21日 MsmileBOX 渋谷） - 鬼外福子 役[61]
- Who are you?（2021年11月10日 - 11月14日、ザ・ポケット）[62]
- 梅雨のむらさき（2023年8月16日 - 8月20日、ブディストホール） - 江口真知 役[63][64]
- 嘘つき桃姫（2023年11月1日 - 11月5日、ウエストエンドスタジオ） - 赤城みどり 役[65]

### テレビドラマ
爽香 名義
- ハヤブサ消防団 第4話（2023年8月10日、テレビ朝日） - 田中理沙子 役[66]

### ウェブドラマ
爽香 名義
- 全裸監督2（2021年6月24日 - 、全話配信、Netflix） - 第3話

### テレビCM
爽香 名義
- バベルのメダルタワーW!（2023年7月21日 - 、セガ） - 乙陽葵や堀江りほと共同[21]